# Mathew Duncan Ector

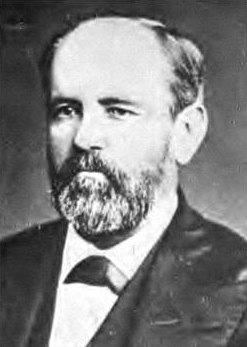
Mathew Duncan Ector

Matthew Duncan Ector (* 28. Februar 1822 in Putnam County, Georgia; † 29. Oktober 1879 in Tyler, Texas) war ein US-amerikanischer Politiker, Jurist und Brigadegeneral der Konföderierten im Sezessionskrieg.

## Leben
Ector wurde 1822 als Sohn von Hugh und Dorothy Ector in Georgia geboren. Kurz darauf zog die Familie nach Greenville, Georgia. Seine Ausbildung erhielt er am Centre College in Danville, Kentucky, bevor er die Rechtswissenschaften bei Hiram Warner studierte, einem Richter am Obersten Gerichtshof von Georgia. 1842 wurde Ector für eine Wahlperiode als Vertreter seines Bezirks in das Parlament von Georgia gewählt. 1850 zog er nach Texas, wo er sich nach seiner Zulassung 1851 in Henderson als praktizierender Anwalt niederließ. Im gleichen Jahr heiratete er Letitia Graham. 1856 wählte man ihn als Vertreter des Rusk County in das Repräsentantenhaus von Texas.

## Sezessionskrieg
Bei Ausbruch des Bürgerkriegs trat Ector dem Heer der Konföderierten bei und wurde bald zum Oberleutnant und Regimentsadjutanten des 3. Texas Kavallerie-Regiments ernannt. Nach einigen Gefechten in Texas und Arkansas wurde er im Mai 1862 zum Oberst befördert und Regimentskommandeur des 14. Texas Kavallerie-Regiments, einem Regiment, das wegen des akuten Pferdemangels den ganzen Krieg über nur als Infanterie eingesetzt wurde. Für seine Leistungen im Kentucky-Feldzug wurde er im Herbst 1862 zum Brigadegeneral befördert. In der Folgezeit führte er seine Brigade u. a. am 31. Dezember 1862 – 2. Januar 1863 in der Schlacht von Murfreesboro in Tennessee und am 19. und 20. September 1863 in der Schlacht am Chickamauga in Georgia. 
Im Laufe des Atlanta-Feldzuges wurde Ector am 27. Juli 1864 so schwer verwundet, dass sein linkes Bein in Höhe des Knies amputiert werden musste. Der Krieg endete, bevor seine Gesundheit wiederhergestellt war.
Nach dem Krieg ging er zurück nach Texas und zog 1868 nach Marshall. Nach verschiedenen Tätigkeiten als Richter und Bezirksrichter wurde er 1875 an das Appellationsgericht von Texas berufen, wo er bis zu einem Tod 1879 blieb. Das Ector County in Texas wurde nach ihm benannt.